# Musbah Eter
Musbah Abdulghasem Eter, född 1957 i Tripoli, är en libysk diplomat och underrättelseagent samt dömd terrorist.
Han var diplomat och underrättelseagent som arbetade för Libyens ambassad i Västtyskland, som var placerad i Västberlin. Eter var delaktig i diskoteksbombningen i Västberlin 1986, där tre omkom och 229 skadades varav två av de döda och 79 av de skadade var amerikaner. USA kom fram till att Libyen som stat hade stött terrordådet och USA:s 40:e president Ronald Reagan (R) beslutade då att genomföra militär vedergällning mot Libyen tio dagar senare. 1989 föll Berlinmuren och året efter återförenades Väst- och Östtyskland med varandra, i och med detta blev arkivet för Östtysklands säkerhetstjänst Stasi tillgänglig. Det visades att Stasi hade noterat att Eter var en underrättelseagent och betydande individ åt den libyska underrättelsetjänsten. De hade också anmärkt på att Eter hade besökt frekvent den amerikanska ambassaden i staden. Den 25 augusti 1998 sände det tyska TV-bolaget ZDF TV-programmet Frontal och där det hävdades att Eter hade arbetat för den amerikanska underrättelsetjänsten Central Intelligence Agency (CIA) under många år. Han stod också som ägaren till ett Malta-registrerat företag som i själva verket var en frontorganisation åt CIA.
Den 13 november 2001 dömdes Eter till tolv års fängelse för sin inblandning i terrordådet 1986.
2015 hade en dokumentärfilm med namnet My Brother's Bomber premiär och handlade om Lockerbieattentatet, i den hävdade man att Eter hade pekat ut både Abdelbaset al-Megrahi och Abu Agila Mas'ud som delaktiga i dådet  till statstjänstemän inom USA:s federala statsmakt. Han hade också nämnt för dem att al-Megrahi hade rest till Malta innan attentatet i förberedande syfte.